# 阿洛伊斯·英德拉
阿洛伊斯·英德拉（捷克語：Alois Indra，1921年3月17日—1990年8月2日），捷克斯洛伐克共产党领导人，捷克斯洛伐克交通部部长，1989年天鹅绒革命辞去一切职务。。

## 荣誉
- 共和国勋章（1971年）
- 胜利的二月勋章（1973年）
- 社会主义劳动英雄荣誉称号及克莱门特·哥特瓦尔德勋章（1981年）[2]